# استان سمنان
استان سِمنان یکی از پهناورترین استان‌های کشور ایران است. شهر سمنان، مرکز و پرجمعیت‌ترین شهر این استان است. مساحت این استان برابر با ۹۷٬۴۹۱ کیلومتر مربع است که ۵٫۹ درصد مساحت کل کشور را شامل می‌شود و از نظر مساحت، هفتمین استان ایران محسوب می‌شود. استان سمنان با هشت استان ایران همسایه است که تعدادی از آن‌ها از پرجمعیت‌ترین استان‌های ایران به‌شمار می‌آید. همسایگی استان سمنان با استان‌های خراسان رضوی و تهران موجب شده راه ارتباطی این دو را استان(جاده تهران-مشهد) از استان سمنان عبور کند. همچنین جاده‌های ارتباطی بین استانهای شمالی (خراسان شمالی، گلستان و مازندران) و استان‌های مرکزی (یزد و اصفهان) از این استان عبور می‌کند. این استان از جانب شمال به استان‌های خراسان شمالی، گلستان و مازندران، از جنوب به استان‌های خراسان جنوبی و اصفهان، از شرق به استان خراسان رضوی و از غرب به استان‌های تهران و قم محدود است.
این استان رتبه نخست تولید نمک و گچ در کشور را داراست. همچنین استان سمنان یکی از استان‌های صنعتی کشور به حساب می آید. همچنین ظرفیت معدنی این استان بسیار بالا می‌باشد و جزو استان‌های معدنی کشور محسوب می‌شود. رییس‌جمهورهای ایران از سال ۱۳۸۴ تا ۱۴۰۰، از این استان بوده‌اند.
پارک ملی توران و پارک ملی کویر از پارک‌های ملی ایران هستند که در استان سمنان قرار دارند.

## تاریخچه و پیشینه
این استان در سال ۱۳۵۵ شمسی با تبدیل فرمانداری کل سمنان به استان، ایجاد شد.

## رودها
رود‌های استان سمنان از دامنه‌های جنوبی رشته کوه البرز سرچشمه می‌گیرند و اغلب به دشت کویر می‌ریزند. جهت جریان رود‌ها از شمال به جنوب است. در سرچشمه، معمولا آب شیرین و گوارا دارند و با عبور از نمک‌زارها و زمین‌های گچ‌دار شور شده، دارای املاح زیادی می‌شوند.
حبله‌رود، چشمه‌علی، گل‌رودبار، رود مجن و تاش‌رود، ازجمله رودهای دائمی استان سمنان هستند. رودهای فصلی استان، نمارک، زیوان، اروانه، دریان، مهماندوست، خیج، میامی، میغان، فرومد و… هستند.

## شهرها و شهرستان‌ها
این استان هم‌اکنون دارای ۸ شهرستان، ۱۶ بخش، ۳۳ دهستان، ۲۱ شهر و ۱ فرمانداری ویژه است.
شهرستان‌های این استان شامل سمنان، شاهرود، دامغان، گرمسار، مهدیشهر، سرخه، میامی و آرادان می‌باشد.
| ردیف | نام شهرستان | مرکز شهرستان | سال تأسیس | مساحت (Km²) | جمعیت مرکز شهرستان ۱۳۹۵ | جمعیت شهرستان ۱۳۹۵ |
| ---- | ----------- | ------------ | --------- | ----------- | ----------------------- | ------------------ |
| ۱    | سمنان       | سمنان        | ۱۳۱۶      | ۲۲،۱۱۹      | ۱۸۵،۱۲۹ نفر             | ۱۹۶،۵۲۱ نفر        |
| ۲    | شاهرود      | شاهرود       | ۱۳۲۱      | ۴۳،۴۰۵      |                         | ۲۱۸،۶۲۸            |
| ۳    | دامغان      | دامغان       | ۱۳۲۵      |             |                         | ۹۴،۱۹۰             |
| ۴    | گرمسار      | گرمسار       | ۱۳۳۷      | ۵،۱۸۴       |                         | ۷۷،۴۲۱             |
| ۵    | سرخه        | سرخه         | ۱۳۹۱      | ۹،۲۲۲       |                         | ۱۵،۵۲۳             |
| ۶    | مهدی شهر    | مهدی شهر     | ۱۳۸۷      |             |                         | ۴۷،۴۷۵             |
| ۷    | میامی       | میامی        | ۱۳۹۰      |             |                         | ۳۸،۷۱۸             |
| ۸    | آرادان      | آرادان       | ۱۳۹۰      |             |                         | ۱۳،۸۸۴             |

## موقعیت جغرافیایی (استان‌های همجوار)

### جاده‌های اصلی عبوری از استان سمنان
| نشان | شماره جاده | مسافت (کیلومتر) | شهر مبدأ      | شهر مقصد             | شهرهای مهم                                  | موقعیت | توضیحات                        |
| ---- | ---------- | --------------- | ------------- | -------------------- | ------------------------------------------- | ------ | ------------------------------ |
|      | جاده ۳۶    | ۳۳۰             | فیروزکوه      | مرز دوغارون (تایباد) | تربت حیدریه، کاشمر، بردسکن، بیارجمند، سمنان |        | بخش‌هایی از آن در دست احداث است |
|      | جاده ۴۴    | ۸۶۰             | مشهد          | تهران                | سمنان، دامغان، شاهرود، سبزوار، نیشابور      |        | بخشی از بزرگراه ۱ آسیا         |
|      | جاده ۸۱    | ۴۹۴             | دامغان        | خرانق                | جندق، خور                                   |        | بخشی از بزرگراه ۷۰ آسیا        |
|      | جاده ۸۳    | ۲۱۱             | بخش داشلی‌برون | شاهرود               | گنبد کاووس، آزادشهر                         |        |                                |

### دسترسی مرکز استان به مرکز استانهای همجوار
| ردیف | استان        | مرکز استان | جاده‌ها و آزادراه ها*                                                        | شهرهای مسیر                                                                          | توضیحات                                       |
| ---- | ------------ | ---------- | --------------------------------------------------------------------------- | ------------------------------------------------------------------------------------ | --------------------------------------------- |
| ۱    | تهران        | تهران      | ۴۴ (به سمت غرب)                                                             | سرخه، آرادان، گرمسار                                                                 |                                               |
| ۲    | قم           | قم         | ۴۴ (به سمت غرب) ۵۶ (به سمت غرب)                                             | سرخه، آرادان، گرمسار چرمشهر                                                          | جاده ۵۶ در دست احداث                          |
| ۲    | قم           | قم         | ۴۴ (به سمت غرب) ۷ (به سمت جنوب)                                             | سرخه، آرادان، گرمسار، پاکدشت، تهران .                                                |                                               |
| ۳    | اصفهان       | اصفهان     | ۴۴ (به سمت شرق) ۸۱ (به سمت جنوب) ۶۲ (به سمت جنوب غربی)                      | دامغان جندق انارک، نائین                                                             |                                               |
| ۳    | اصفهان       | اصفهان     | ۴۴ (به سمت غرب) ۷ (به سمت جنوب) ۹ (به سمت جنوب)                             | سرخه، آرادان، گرمسار، پاکدشت، تهران قم، کاشان، نظنز شاهین شهر                        |                                               |
| ۴    | خراسان رضوی  | مشهد       | ۴۴ (به سمت شرق                                                              | دامغان، شاهرود، میامی، سبزوار، نیشابور                                               |                                               |
| ۴    | خراسان رضوی  | مشهد       | ۴۴ (به سمت شرق) ۹۵ (به سمت جنوب)                                            | دامغان، شاهرود، سبزوار بردسکن، کاشمر، گناباد، قاین                                   |                                               |
| ۴    | خراسان رضوی  | مشهد       | ۳۶ (به سمت جنوب شرقی) ۹۵ (به سمت جنوب)                                      | بیارجمند، بردسکن ,کاشمر، گناباد، قاین                                                | جاده ۳۶ بخشی در دست احداث و بخشی دسترسی نظامی |
| ۵    | خراسان جنوبی | بیرجند     | ۴۴ (به سمت شرق) ۸۱ (به سمت جنوب) ۶۸ (به سمت شرق)                            | دامغان جندق طبس                                                                      |                                               |
| ۶    | خراسان شمالی | بجنورد     | ۳۶ (به سمت شمال) ۷۹ (به سمت شمال) ۲۲ (به سمت شرق)                           | فیروزکوه پل سفید، قائم شهر ساری، نکا، بهشهر، گرگان، علی‌آباد کتول، آزاد شهر، مینو دشت |                                               |
| ۶    | خراسان شمالی | بجنورد     | ۴۴ (به سمت شرق) ۸۳ (به سمت شمال) ۲۲ (به سمت شرق)                            | دامغان، شاهرود بسطام .                                                               |                                               |
| ۶    | خراسان شمالی | بجنورد     | ۴۴ (به سمت شرق) ۸۷ (به سمت شمال)                                            | دامغان، شاهرود، میامی، سبزوار اسفراین                                                |                                               |
| ۷    | گلستان       | گرگان      | ۴۴ (به سمت شرق) ۸۱ (به سمت شمال) دیباج-گلوگاه (به سمت شمال) ۲۲ (به سمت شرق) | دامغان دیباج گلوگاه .                                                                |                                               |
| ۷    | گلستان       | گرگان      | سمنان-فولادمحله (به سمت شمال) ۸۱ (به سمت شمال) ۲۲ (به سمت شرق)              | مهدیشهر، فولاد محله کیاسر، ساری نکا، بهشهر                                           |                                               |
| ۷    | گلستان       | گرگان      | ۴۴ (به سمت شرق) ۸۳ (به سمت شمال) ۲۲ (به سمت غرب)                            | دامغان، شاهرود کلاته خیج، آزاد شهر علی‌آباد کتول                                      |                                               |
| ۸    | مازندران     | ساری       | ۳۶ (به سمت شمال) ۷۹ (به سمت شمال) ۲۲ (به سمت شرق)                           | فیروزکوه پل سفید، قائم شهر .                                                         |                                               |
| ۸    | مازندران     | ساری       | سمنان-پل سفید (به سمت شمال) ۷۹ (به سمت شمال) ۲۲ (به سمت شرق)                | مهدیشهر، شهمیرزاد، پل سفید قائم شهر .                                                |                                               |
| ۸    | مازندران     | ساری       | سمنان-فولادمحله (به سمت شمال) ۸۱ (به سمت شمال)                              | مهدیشهر، فولاد محله کیاسر                                                            |                                               |
| ۹    | مازندران     | ساری       | دامغان -کیاسر                                                               | دامغان - چشمه علی (کلاته رودبار) - کیاسر - ساری                                      |                                               |

- عدد تک رقمی نشانه آزادراه‌ها، عدد دو رقمی نشان دهنده بزرگراه‌ها و جاده‌های اصلی است. جاده‌های محلی و فرعی با نام مشخص شده است.

## مردم

### جمعیت
در سرشماری سال ۱۳۹۵، جمعیت استان ۷۰۲٬۰۰۰ نفر بوده که از این تعداد ۳۵۶٬۰۰۰ نفر مرد و ۳۴۶٬۰۰۰ زن بوده‌اند. تراکم نسبی جمعیت در همین سال ۷/۲ نفر در هر کیلومترمربع بوده است. استان سمنان کمترین تراکم نسبی جمعیت در ایران را دارد. جالب توجه اینکه این استان پهناور کمتر از یک درصد جمعیت کشور را در خود جای داده است.
ایل‌ها، اقوام و طایفه‌های گوناگونی با ریشه‌های کُرد، ترک، لر، عرب، بلوچ، گیلک، طبری و فارس در این استان زندگی می‌کنند و به‌دلیل تنوع قومی مردم ساکن در این استان، به جزیره اقوام نیز معروف است.
تقریباً تمامی مردم این استان شیعه هستند. بر پایه سرشماری سال ۱۳۸۵ از ۵۸۹٬۷۴۲ نفر جمعیت استان ۵۸۶٬۲۹۷ نفر مسلمان، ۲۹ نفر زرتشتی، ۳۲۹ نفر مسیحی، ۱ نفر کلیمی، ۶۴۵ نفر سایر و ۲۴۴۱ نفر اظهار نشده در استان زندگی می‌کنند.

### زبان
نظرسنجی سال ۱۳۸۹

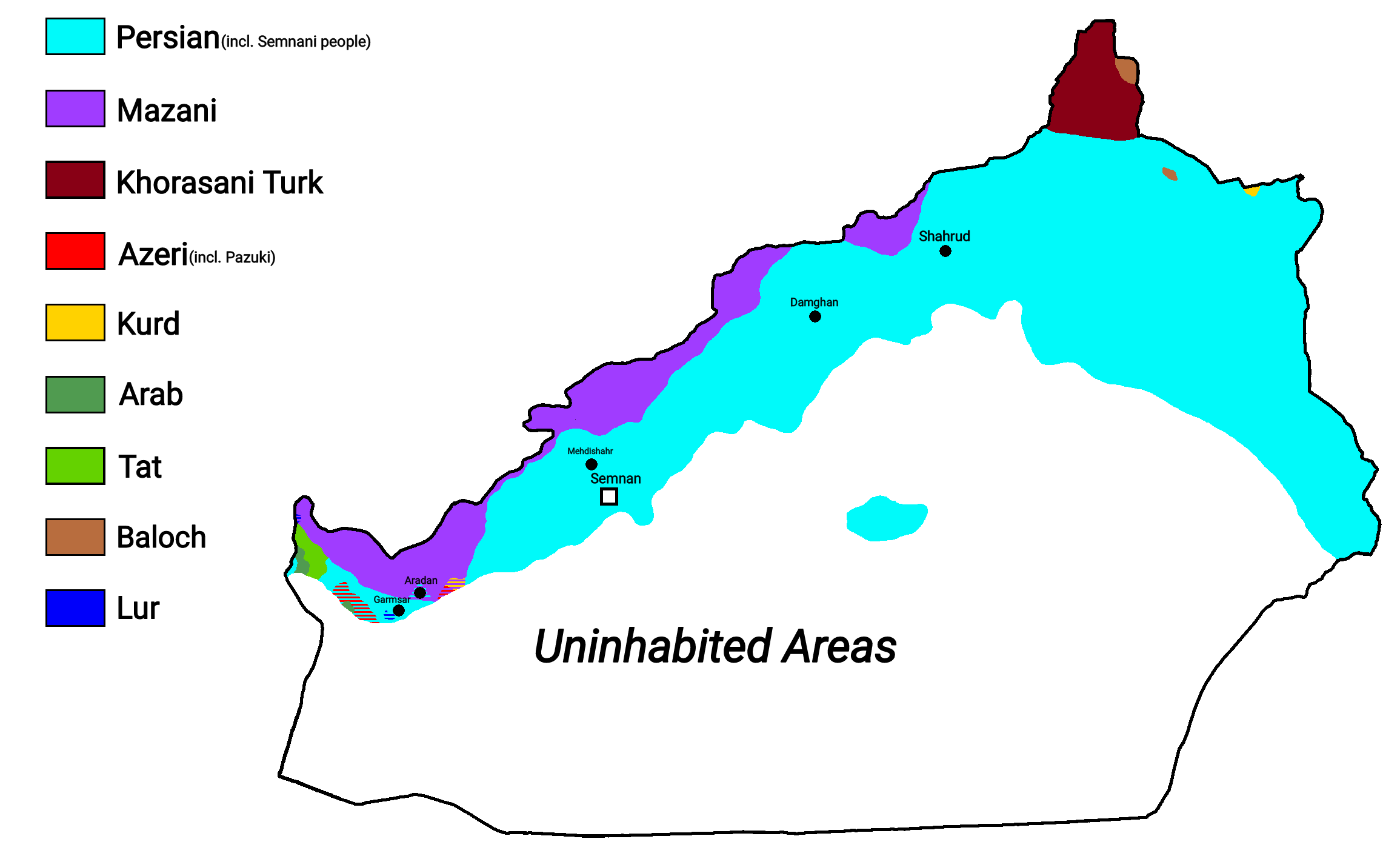
پراکنش اقوام در سمنان

طی پژوهشی که به سفارش شورای فرهنگ عمومی در سال ۱۳۸۹ انجام شد و براساس یک بررسی میدانی و یک جامعه آماری از میان شهروندان ۲۸۸ شهر و حدود ۱۴۰۰ روستای سراسر کشور، درصد اقوامی که در این نظر سنجی نمونه‌گیری شد در این استان به قرار زیر بود:
| اقوام استان سمنان | اقوام استان سمنان | اقوام استان سمنان | اقوام استان سمنان | اقوام استان سمنان |
| ----------------- | ----------------- | ----------------- | ----------------- | ----------------- |
| قومیت             | قومیت             |                   | درصد              | درصد              |
| فارس              | فارس              |                   | ۹۱٫۵٪             | ۹۱٫۵٪             |
| شمالی             | شمالی             |                   | ۴٫۶٪              | ۴٫۶٪              |
| ترک               | ترک               |                   | ۱٫۵٪              | ۱٫۵٪              |
| کرد               | کرد               |                   | ۰٫۸٪              | ۰٫۸٪              |
| لر                | لر                |                   | ۰٫۱٪              | ۰٫۱٪              |
| سایر و بدون جواب  | سایر و بدون جواب  |                   | ۱٫۶٪              | ۱٫۶٪              |

بیشتر اهالی استان سمنان به زبان فارسی سخن می‌گویند. زبان سمنانی که بومی‌ترین زبان استان است، جای خود را در مرکز استان تا حد زیادی به زبان فارسی داده است، اما گونه‌های مختلف آن هنوز در بسیاری از شهرها و روستاها مانند مهدی‌شهر، سرخه یا لاسجرد رایج هستند. گرنوت ویندفور گویش‌های افتری و سرخه‌ای-لاسگردی و گویش شهمیرزادی را که به عنوان گویش‌های زبان سمنانی شناخته می‌شوند، با زبان مازندرانی مرتبط می‌داند. وبگاه گلاتولوگ گویش سرخه ای-افتری را به همراه گویش‌های لاسگردی و سنگسری تحت عنوان خانواده کومشی (komesenian) طبقه‌بندی کرده است. برخی از پژوهشگران نیز زبان مردمان مناطق شهمیرزاد و سنگسر و افتر و پرور و اطراف آن را از جنس زبان مازندرانی می‌دانند. وبگاه گلاتولوگ زبان سمنانی را با عنوان سمنانی-بیابونکی با دو گویش سمنانی و بیابونکی طبقه‌بندی کرده است. سمنانی زبانی انعطاف‌ناپذیر است. واژه‌های بیگانه را به سختی می‌پذیرد. همچنین خاصیت ترکیب‌پذیری و ساخت واژه‌های جدید در این زبان در مقایسه با فارسی بسیار ضعیف است. کریستن سن که در حدود سال ۱۹۱۴ دربارهٔ زبان سمنانی پژوهش نموده، می‌گوید:
 زبان سمنانی به قدری با سایر زبان‌های ایرانی نظیر مازندرانی و گیلکی و غیره اختلاف دارد که خود ایرانی‌ها می‌گویند، بدون اینکه این زبان‌ها را فرا گرفته باشیم، درک می‌کنیم ولی زمانی‌که دو سمنانی با هم صحبت می‌کنند، هرگز زبان آن‌ها را نمی‌فهمیم.
برخی از پژوهشگران گویش مردم شهر ایوانکی را همان گویش دماوندی می‌دانند.
همچنین در بخش شهمیرزاد از شهرستان مهدی شهر گویشی از زبان مازندرانی رایج است. در میان عشایر الیکایی زبان مازندرانی رایج است.
وبگاه گلاتولوگ گویش دامغان را با عنوان پارسی دامغانی و یکی از گویش‌های زبان پارسی قلمداد کرده است. دیباجی گویش مردم شهر دیباج است که در ۵۳ کیلومتری شمال شهرستان دامغان واقع است. پژوهشگران زبان‌شناس با توجه به قرابت خاص گویش دیباجی با گونه‌های مازندرانی به لحاظ صرفی و نحوی، گویش دیباجی یکی را از گونه‌های مازندرانی می‌دانند.

## مردم کومشی
مردم کومشی یا کومشی یا قومسی به مردم بومی شهرستان‌های سمنان، سرخه، بخش‌هایی از دامغان و شاهرود گفته می‌شود که به یکی از گویش‌های زبان کومشی گویش می‌کنند. امروزه گویش کومشی تنها در شهرستان سمنان و سرخه و مهدی‌شهر گویش می‌شود و در شهرستان شاهرود و دامغان در بیشتر مناطق به زبان فارسی که به گویش خراسانی شباهت دارد گویش می‌شود و در دیگر نواحی آن تاتی و مازندرانی رایج است. به اعتقاد حبیب برجیان از منطقه سمنان تا گرمسار هیچ گونه بومی از زبان فارسی شناخته نشده است و شهر سمنان و روستاهای اطراف سمنان گویش کومشی خود را حفط نموده‌اند. عبدالله مقدسی مردم کومش را نه فارس و نه تازی می‌داند و در وصف زبان مردم کومش چنین می‌گوید: «زبان کومش و گرگان به هم نزدیک است. ها بکار می‌برند و می‌گویند هاکن و هاده و آن را حلاوتی‌ست، و زبان مردم طبرستان بدانها نزدیک است مگر در آن شتاب است». پس از فتح ایران توسط اعراب لفظ کومش به قومس تغییر کرد. از آن پس به ولایت کومش، قومس و به مردم بومی آن، قومسی گفته می‌شد. امروزه مردم مازندران و گیلان و گلستان به اهالی سمنان کومشی می‌گویند. بیشتر مردم سمنان خود را قومسی و کومشی می‌نامیدند.

## جغرافیا و آب و هوا
فرسایش شدید رطوبتی در دامنه‌های زاگرس غربی باعث ایجاد نواحی خشک و نیمه خشک در فلات مرکزی ایران و استان سمنان گردیده است در نواحی شمالی استان سمنان به‌دلیل همجواری با استان مازندران و گلستان و بهره‌مندی از رطوبت دریای خزر دارای محیط جنگلی با آب و هوای مرطوب می‌باشد اما وجود رشته کوه البرز مانع رسیدن رطوبت به شهرهای اصلی استان می‌گردد .

### کشاورزی و محصولات
با توجه به اینکه استان از استعداد کشاورزی فراوان برخوردار می‌باشد و زردآلو و انگور شاهرود، پسته دامغان، گردو شهمیرزاد، انجیر و انار سمنان، خربزه گرمسار دارای شهرت ملی است اما به‌دلیل کمبود آب بخش وسیعی از سطح استان کشت نمی‌شود و تنها دو درصد از کل مساحت استان زیر کشت آبی و دیم است. عمده‌ترین محصولات زراعی این استان را گندم، جو، سیب زمینی، پنبه (وش) بومی و ورامینی، یونجه، اسپرس، شبدر و چغندرقند و پسته تشکیل می‌دهند. از لحاظ دامداری این منطقه به علت دارا بودن مراتع از وضعیت نسبتاً خوبی برخورداراست. استان سمنان با ۵٫۵ میلیون هکتار مرتع و ۲٫۵ میلیون واحد دامی یکی از قطب‌های دامپروری کشور به‌شمار می‌آید.

### صنایع دستی
استان سمنان از مراکز قابل توجه صنایع دستی و از قطب‌های صنعتی کشور به‌شمار می‌رود. در این استان انواع صنایع دستی نظیر قالی بافی، گلیم بافی، نمد مالی، سرامیک و سفال سازی و … وجود دارد.

### زمین شناسی و معادن
مطالعات زمین‌شناسی انجام شده نشان می‌دهد که قدیمی‌ترین تشکیلات از سنگ‌های دیرین‌زیستی تا آبرفت‌های کوارترنری در این منطقه وجود دارد. سنگ‌های دوران دیرین‌زیستی در شمال سمنان، و سرخه اطراف شهمیرزاد و جنوب ارتفاعات شمال دامغان و شاهرود وجود دارند. سنگ‌های دوران میان‌زیستی در شمال شهمیرزاد در حوالی شیخ چشمه سر و جام دیده می‌شود. رسوبات دوره دوران ترشیاری از سمنان تا آهوان و طبقات گچدار در شمال شهرستان سرخه دیده می‌شوند؛ بنابراین ده‌ها کارخانه و معدن گچ در این شهرستان (شهرستان سرخه) و چند شهرک صنعتی تخصصی گچ فعال می‌باشند و مقدار زیادی از گچ مصرفی کشور را این شهرستان تأمین می‌کند. سنگ‌های دوران کواترنری نیز از کوه‌های شمالی تا دشت کویر دیده می‌شوند.
استان سمنان باحدود سه میلیارد تن ذخایر معدنی زمین‌شناسی و بالغ بر ۳۲۸ میلیون تن ذخایر قطعی و وجود حدود ۴۰ نوع ماده معدنی شناخته شده از استانهای معدنی برتر کشور می‌باشد. مواد معدنی شناخته شده استان عبارتند از:
گچ – آهک – سنگ لاشه – مارن – تراورتن – گرانیت – سنگ چینی – مرمریت – سنگ آهن – مس – سرب – روی – طلا – نقره – فیروزه منگنز – بوکسیت – کرومیت – نمک – سولفات سدیم – زغال سنگ – سیلیس – باریت – دولومیت – زئولیت – منیزیت – بنتونیت – خاک صنعتی – سنگ نسوز – کائولن – فلدسپات سلستین – میکا و … که عمده مواد معدنی درحال بهره‌برداری شامل سنگ گچ، سنگ نمک، سولفات سدیم، زئولیت، زغال سنگ، سنگ آهک، دولومیت، سلستین، کرومیت، خاکهای صنعتی، باریت و سنگهای تزئینی و ساختمانی و … می‌باشد.

## پیشینه تاریخی
استان سمنان در دوران باستان بخشی از چهاردهمین ایالت تاریخی ورن (ورنه) از تقسیمات شانزده‌گانه اوستایی بود. حتی تهمورث دیوبند را بنیانگذار شهر سمنان می‌دانند برخی از دانشمندان، این ایالت را گیلان کنونی می‌دانند ولی قدر مسلم این که ورن یا ورنه متشکل از صفحات جنوبی البرز و خوار شمال سمنان، دامغان، سنگسر (مهدیشهر)، خوار، دماوند، فیروزکوه، شهمیرزاد، سرخه، ده‌نمک و آهوان، قوشه، ویمه و نقاط کوهستانی مازندران بوده است.
این منطقه در تمام دوره حکومت مادها و هخامنشیان، کومیسنه یا کومس (قومس بعد از اسلام) جزو ایالت بزرگ پارت یا پرتو به‌شمار می‌رفت. در این دوره سمنان و سرخه شهرهای سرحدی ایالت‌های پارت و ماد به‌شمار می‌رفت. به همین علت برخی از مورخان، زمانی این شهرها را جزو مادها و گاهی جزو پارت‌ها به حساب می‌آورند. این ایالت که در زمان ساسانیان به پشتخوارگر تغییر نام داده، شامل همان شهرهایی بود که در ایالت ورن وجود داشتند. حد غربی این ایالت، خوار (گرمسار کنونی)، حد شرقی آن شاهرود و حد شمالی آن، کوهستان‌های جنوبی طبرستان بود.
سلوکیان بزرگ‌ترین عامل یونانی کردن مشرق بودند و به همین جهت، برای ادامه فرمان‌روایی خود نظر مساعد مردم را لازم داشتند و برای این کار تقریباً شصت شهر در مشرق و ایالت پارت بنا کردند. یکی از این شهرها آپاما یا روستای لاسجرد کنونی است که در غرب شهرسرخه واقع شده و دیگری شهر هکاتم‌پلیس (صد دروازه) است که عده‌ای آن را دامغان می‌دانند. شهر صد دروازه در دوران اشکانیان از رونق بسیار زیادی برخوردار بود و برای سال‌های زیادی پایتخت ایران بوده است. هنوز آثاری تاریخی این شهر در اطراف دامغان و در منطقه‌ای به نام تپه حصار وجود دارد. اشکانیان ایالات ایران را به هجده بخش وسیع تقسیم کردند که یکی از ایالت‌های مهم آن کمیسن کومس یا قومس در نواحی سمنان و دامغان و سرخه و خوار (گرمسار) کنونی بود.
به نظر پژوهشگران اوستا سرزمین کومش (دامنه‌های جنوبی البرز بین ری تا شاهرود) مرکز حکومت سلسله محلی کیانیان بوده است و چون ویشتاسب پادشاه محلی این ناحیه دین زرتشت را پذیرفت در اساطیر و روایات ملی و مذهبی ایران جایگاه ویژه‌ای یافته‌اند به‌ویژه آنکه جنگ نهائی بین ویشتاسب پادشاه کیانی و ارجاسب تورانی در کومش اتفاق افتاده است.
همچنین در مورد جنگ کومش و اهمیت آن دراساطیر و تاریخ ایران آمده است
دنباوند کوه آنکه بیوراسب بدو بسته شده است از همان پتشخوار (جبال البرز) است نیز کوه کومش و گرگان بدان پیوسته است – که کوه کومش را که کوه «آمد به فریاد» خوانند آنست که ویشتاسب، ارجاسب را بدان شکست داد کوه میاندشت از آن کوه‌ها گسسته است گوید: به کارزار دین چون شکست بر ایرانیان رسید کوه کومش از آن کوه‌ها بگسست میان دشت فرو افتاد و ایرانیان به یاری آن رهائی یافتند و آن را آمد به فریاد خواندند[
درباره کیانیان اینکه اسطوره بوده‌اند یا تاریخ واقعیت این است که به تاریخ نزدیک ترند به موجب پژوهش‌های مورخین اروپایی و آمریکائی ازجمله آرتورکریستن سن، هرتسفلد، اومستد و … کیانیان سلسله‌ای از امیران ناحیه جنوبی البرز بوده‌اند و محل حکومت آنان از شمال به مرز مازندران و گرگان (کوه‌های رشته کوه البرز) و از مشرق به خاور شاهرود کنونی و از غرب تا ری کنونی را در بر می‌گرفته است
حکومت کیانیان با کیقباد آغاز می‌شود که در البرز کوه می‌زیست و رستم او را یافت و به کمک رستم به پادشاهی رسید پس از او کیکاووس و آن گاه کیخسرو به پادشاهی رسیدند کیخسرو در پایان عمر از پادشاهی کناره گرفت و به جای او لهراسب که پهلوانی وارسته بود به پادشاهی رسید که از خاندان سلطنتی کیانی نبود لهراسب نیز بعد از مدتی کناره گرفت و پادشاهی را به فرزندش ویشتاسب واگذار کرد در پادشاهی ویشتاسب، زرتشت با او ملاقات کرد و ویشتاسب به دین بهی درآمد.
در دوره ویشتاسب جنگهای شدید بین ایرانیان زرتشتی و ارجاسب پادشاه تورانیان درمی‌گیرد و سپاه تورانیان علاوه بر تورکان یعنی فرزندان تورج شامل خیونان یعنی زردپوستان آسیای میانه نیز می‌شده است جنگهای مذکور عمدتاً با شکست ایرانیان پیش می‌رود تا آنکه در جنگل سپید از ناحیه پتشخوار در کوه‌های کومش جنگ نهایی اتفاق می‌افتد دراین جنگ سپاه ایران شکست خورده و درحال پراکندگی و از هم پاشیدگی بوده‌اند که به ناگاه معجزه‌ای اتفاق می‌افتد کوه کومش با صدای مهیبی از هم می‌پاشد و قطعات آن به اطراف (میان دشت) پراکنده می‌شود ترکان و خیونان که بیانگردان ساده دل و بدوی بوده‌اند به تصور معجزه و خشم خداوند از ترس گریخته و سپاه شکست خورده ایران به پیروزی غیرمنتظره نهائی دست یافت چون پیروزی نهائی ایرانیان به کمک معجزه کوه کومش بدست آمده طبیعتاً محل آن معجزه حالت تقدس یافته و مورد احترام مذهبی واقع شده است در پی آن ویشتاسب دستور می‌دهد که آتشکده‌هایی بسازند و پادشاهان بزرگ را به «دین بهی» فرا می‌خواند و برای هر کدام از پادشاهان یک مغ با نسخه‌ای از اوستا می‌فرستد تا آنان را به «دین بهی» رهنمون شوند
این مطلب در دینکرت بندهشن و متون وابسته به اوستا تکرار و تأیید شده و تکرار متواتر آن به‌دلیل اهمیت آن در میان زرتشتیان بوده است.
بنا به روایت کتاب «شهرستانهای ایرانشهر ترجمه صادق هدایت «کومش پنج برج را آژی دهاک پیشوای جادوگران (مغان) بنا کرد که نشیمنگاه پهلویان بود» این روایت باستانی نشان می‌دهد بنیانگذار شهر کومش آژی دهاک پیشوای مغان (جادوگران) بوده است و ضمناً پارتیان (پهلویان – اشکانیان) در ایالت کومش می‌زیسته و آنرا به پایتختی برگزیده اند.
کنت کورث (مورخ سده اول میلادی) و پلوتارک (مورخ یونانی سده اول) و آرین (مورخ یونانی سده دوم م) می‌نویسند «در زمان اشکانیان در مکانی که داریوش سوم هخامنشی بدست سرداران خود کشته شد شهری بنا کردند که دارا نام داشت .»
به نوشته ژوستن مورخ فتوحات اسکندر مقدونی «داریوش سوم هخامنشی در محلی کشته شد که دارا یا سارا یا چارا نام داشت و قلعه دارا که تیرداد ساخت و پایتخت قرار دارد در مقتل او بود».
به روایت تاریخ قیام پارتیان علیه سلوکیان در هکاتوم پیلوس یا صددروازه شکل گرفت و پیروزی ارزشمند اشک بر فرکلس حاکم هکاتوم پیلوس در همان‌جا اتفاق افتاده - پس از آن در جنگ هائی که در همین شهر اتفاق افتاده ارشک کشته شد و فرمانروایی به تیرداد برادر ارشک رسید – تیرداد در جنگی سرنوشت ساز سلکوس را شکست داد – در این جنگ تعداد سپاهیان سلکوس بیست برابر سپاه تیرداد بوده و این پیروزی باعث قدرت یافتن اشکانیان از نظر روحی شده است – سلوکیان به جانب ری گریختند – تیرداد به جای تعقیب دشمن شکست خورده به تحکیم مواضع خود پرداخت وظرف چند سال دژ دارا را بنا کرد – قلعه‌ها بسیار در کوه‌ها (به‌ویژه البرز) ساخت
شهر صد دروازه در ناحیه سمنان و دامغان امروزی دست کم دویست سال پایتخت اشکانیان و پادشاهان بزرگی همچون مهرداد اول بوده و بعدها با تصرف بین‌النهرین و بنا به ضرورت تیسفون را پایتخت زمستانه خود انتخاب کردند و صد دروازه و تیسفون از بزرگ‌ترین شهرهای قلمرو اشکانیان بوده است.
در نیمه سده هفتم میلادی در زمان یزدگرد سوم، آخرین پادشاه سلسله ساسانی، مهاجمان عرب کشور ایران را به تصرف خود درآوردند. اعراب نخست شهر بزرگ و آباد ری را تسخیر کردند، سپس به شمال شرقی رفته و به سرزمین کومش (شهرهای سمنان، دامغان، بسطام، سرخه) رسیدند و آن ر اتسخیر کردند.
استان سمنان در دوره‌های بعد از اسلام جزو سرزمین تاریخی قومس (کومش) به‌شمار می‌آمد. استان سمنان طی تاریخ خود شاهد فراز و نشیب‌ها، جنگ‌ها، شکست‌ها و پیروزی‌های بی‌شمار بوده است. در دوره‌های بعدی نیز این منطقه مورد توجه خاص حکومت‌های مرکزی قرار گرفت و منازعه‌ها و مناقشه‌های متعدد بر سر این منطقه بین قدرتمندان درگرفت.
در دوران حکومت امویان و عباسیان به‌ویژه پس از قتل ابومسلم خراسانی به دست منصور دوانیقی، شورش و بلوا سراسر ایران را دربرگرفت و نهضت‌های بی‌شماری به وقوع پیوست که از مهم‌ترین آن‌ها قیام سنباد زرتشتی بود. در اندک زمان، زرتشتیان طبرستان و نواحی طبرستان یعنی سنگسر (مهدی‌شهر) و شهمیرزاد و فولاد محله، به دور رهبر این نهضت جمع شدند و قومس و ری را به تصرف درآوردند، ولی در ساوه شکست خوردند و سنباد به قومس گریخت و پس از ضبط خزاین ابومسلم رو به طبرستان نهاد. وی پس از مدتی در دره‌های سنگسر و شهمیرزاد به قتل رسید.
ایالت کومش از کانون‌های مهم اسماعیلیان در سده‌های ششم و هفتم هجری بود. به‌طوری‌که در این ایالت ۱۵۰ قلعه در اختیار این فرقه بود که هر مجموعه از آن‌ها را یک کدخدا و هر قلعه مجزای آن را یک محتشم که به منزله فرماندار کل یا حاکم بزرگ بود، زیر نظر داشت؛ که قلعه‌ای در روستای جوین شهرستان سرخه در میان کوه‌های سربه فلک کشیده هنوز پابرجا می‌باشد.
سمنان در دوران مغول، هم چون سایر نقاط ایران از حمله و کشت و کشتار این قوم در امان نماند و متحمل خسارات جانی و مالی بسیار شد. این کشت و کشتار، در زمان تیمور لنگ نیز که از سال ۷۸۳ هجری حمله به ایران را شروع کرد، ادامه یافت.

استان کنونی سمنان در قالب سه شهرستان سمنان، دامغان و شاهرود در سال ۱۳۳۵ جزئی از استان مازندران بود. این نواحی در سال ۱۳۵۵ استان مستقلی شکل دادند.

پس از ظهور و استقرار حکومت صفویان، شاه اسماعیل صفوی به سرکوب گردن کشان ولایت‌ها پرداخت. از جمله، حاکم قلعه فیروزکوه را دستگیر کرد و به این ترتیب، ولایت فیروزکوه و خوار، سمنان و سنگسر و سرخه به تصرف صفویان درآمد.
کریم خان زند با عنوان وکیل الرعایا مدت ۲۹ سال در ایران سلطنت کرد، ولی در این مدت شهرهای سمنان، دامغان، شاهرود، بسطام، سرخه را در اختیار بزرگان خانواده قاجار قرار داد. بعد از مرگ خان زند، آغا محمد خان شیراز را ترک کرد و به طرف کومش و دامغان رفت و با گرد آوردن عده‌ای از افراد قبیله خود، سرانجام توانست به ولایت کومش (سمنان، دامغان و بسطام و سرخه و میامی) و ولایت جنوبی دریای خزر دست یابد.
پس از آغا محمد خان، برادر زاده وی به نام فتحعلی شاه قاجار بر اریکه سلطنت تکیه زد و از همان ابتدای سلطنت، سرزمین قومس را که زادگاهش بود مورد توجه قرار دارد و ذوالفقارخان سنگسری را به عنوان حاکم سمنان برگزید. قلعه جهان‌آباد در جنوب سرخه از بناهای باقی‌مانده از دوران حکومت ذوالفقارخان می‌باشد. نام جغرافیایی قومس تا اواخر دوران قاجاریه بر سر زبان‌ها بود، لیکن در دوران حکومت پهلوی اول، قومس (فرمانداری کل سمنان یا استان سمنان کنونی) در شمار شهرهای استان دوم، یعنی مازندران درآمد.
در آغاز سال ۱۳۴۰ هجری شمسی در زمان نخست‌وزیری دکتر علی امینی و وزارت کشور سپهبد عزیزی، به پیروی از سنت تاریخی، طبق تصویب‌نامه هیئت وزیران، ایالت کومش (سمنان، دامغان، شاهرود، بسطام و سرخه) و جنوب طبرستان یعنی سنگسر (مهدیشهر)، و شهمیرزاد و نقاط تابعه آنها) از نظر تقسیمات کشوری به نام فرمانداری کل سمنان نامگذاری شد. مرکز حکومت آن نیز در شهر سمنان تعیین و مستقر گردید.
در سال ۱۳۵۵ هجری شمسی طبق تصمیم دولت وقت با اضافه شدن دماوند، فیروزکوه، گرمسار و ورامین فرمانداری کل سمنان به استان سمنان تبدیل شد و مرکز آن نیز همچنان شهر سمنان باقی ماند. البته طبق تقسیمات کشوری سال‌های اخیر، سه شهر دماوند، فیروزکوه و ورامین از استان سمنان جدا گردیدند.

## صنایع دستی
استان سمنان از مراکز قابل توجه صنایع دستی کشور است. در این استان انواع صنایع دستی نظیر قالیبافی، گلیم بافی، نمدمالی، سرامیک و سفالسازی و… وجود دارد که هر یک از آن‌ها سوغاتی گرانقدر برای بازدیدکنندگان از استان به‌شمار می‌آیند. مهم‌ترین صنایع دستی استان عبارت‌اند از:
قالیبافی:
قالیبافی و تولید قالی و قالیچه از دیرباز یکی از تولیدات مهم استان سمنان به‌شمار می‌رفته است. این منطقه که در دوران قبل، دارای استادان زبردست قالیباف و طراح نقش قالی بود و قالی‌ها و قالیچه‌های ارزنده از دارهای آنان به عمل می‌آمد. شهرستان میامی شهرستان مهدیشهر و شهرستان سرخه وشهرستان شاهرود از مراکز مهم تولید قالی و قالیچه در استان سمنان به‌شمار می‌روند.
گلیم بافی: روستاهای شهرستان گرمسار، سمنان و روستاهای کندو، خیج و رضاآباد شاهرود از مراکز تولید اصلی گلیم در استان سمنان هستند.
نمد مالی: یکی دیگر از صنایع دستی که قدمتی دیرینه در استان سمنان دارد، نمد مالی است. وضعیت کنونی تولید نمد در استان سمنان از نظر کمی و کیفی بسیار مطلوب است و مراکز تولید نمد در استان، شهرستان سمنان، دامغان و روستای ابرسیج شاهرود است.
چاپ قلمکار: مهم‌ترین مرکز چاپ قلمکار در استان در شهرستان دامغان قرار دارد که ماهانه انواع رومیزی پرده و سفره و سایر محصولات قلمکار تولید و برای صدور به خارج از کشور آماده می‌کند.
سفالگری و سرامیک: صنعت سفالگری در استان سمنان از پیشینه معتبر برخوردار است. به‌طوری‌که دکتر اریک اشمید هنگام حفاری در اطراف دامغان امیدوار به کشف شهر افسانه‌ای هکاتوم پلیس یا شهر صد دروازه بود، به مجموعه‌ای از بهترین فراورده‌های صنعتگران دو تا سه هزار سال قبل از میلاد مسیح دست یافت. این فراورده‌ها شامل کوزه‌های بزرگ به اشکال هندسی و دارای لعاب قهوه‌ای روشن و کرم بودند. در سال‌های اخیر، راه‌اندازی واحدهای آموزش سفالگری و سرامیک در شهرهای سمنان و شاهرود موجب احیا و رشد بیشتر این صنعت در استان شد. درحال حاضر سفالگران استان سمنان در کارگاه‌های سفالگری و سفال‌سازی در سطح استان به ساختن گونه‌هایی ارزشمند سفال مشغولند.
دستباف‌ها: دستبافی شامل تولید پرده‌های سنتی و هنری و حوله و شال گردن و پارچه‌های متقال زیر ساخت قلمکار است که در استان رایج است. علاوه برآن جاجیم، چادر شب، پلاس و چوقا (چوخا) که عمدتاً توسط روستائیان و عشایر تولید می‌شود، از دیگر صنایع دست باف مردم استان است. شهرستان سرخه به‌ویژه شهر سرخه و روستای افتر سرخه، شهرستان مهدی شهر به‌ویژه شهر مهدیشهر و روستای فولادمحله مهدیشهر و روستاهای شهرستان دامغان و روستاهای بسطام از مراکز تولیدات جاجیمچه و دستباف استان به‌شمار می‌روند.

## موقعیت اقتصادی و اجتماعی
این استان از نظر اقتصادی جایگاه در خور توجهی در اقتصاد کشور دارد. بخش صنعت استان به علت نزدیکی با استان تهران، دارا بودن شبکه ارتباطی پیشرفته و راه‌آهن با استانهای تهران، خراسان، مازندران و درآینده از گرمسار و آرادان به آران و بیدگل به اصفهان و جنوب کشور و کشف ذخائر معدنی مهم، طی سال‌های اخیر از اهمیت ویژه‌ای برخوردار شده است. توزیع جمعیت و تراکم آن در این استان یکسان نمی‌باشد و آهنگ افزایش آن با مقایسه تراکم نسبی سال‌های گذشته از میزان مساوی تبعیت نمی‌کند.

### صنعت و معدن
در اجرای مفاد قانون تأسیس شرکت شهرکهای صنعتی ایران در سال ۱۳۶۴ شرکت شهرکهای صنعتی سمنان تأسیس و فعالیت خود را آغاز نمود. شرکت شهرکهای صنعتی سمنان هم‌اکنون دارای ۱۱ شهرک صنعتی مصوب در شهرهای سمنان، دامغان، شاهرود گرمسار، ایوانکی، شهمیرزاد، مهدیشهر، سرخه، آرادان و شهرک‌های تخصصی گچ عبدل آباد و افتر در شهرستان سرخه می‌باشد. لازم است ذکر شود۶ ناحیه صنعتی لاسجرد در شهرستان سرخه، یاتری، ابرسیج و بیارجمند در شهرستان شاهرود، فولادمحله در شهرستان مهدیشهر، صیدآباد در دامغان، از سازمان جهاد کشاورزی استان به این شرکت انتقال یافت.
بر اساس اطلاعات موجود علاوه بر واحدهای صنعتی درحال تولید، واحدهای قابل توجه دیگری نیز در دست ساختمان است که از این تعداد بیش‌ترین واحد در شهرستان سمنان (۵۶٪) و کم‌ترین واحد در شهرستان دامغان (۱۳٪) مستقر هستند. با توجه به وضعیت زمین‌شناسی منطقه، این استان از نظر تنوع مواد معدنی نیز یکی از مناطق غنی کشور به‌شمار می‌آید. معادن فعال استان را زغال سنگ، کرومیت، گچ، نمک، سیلیس، سولفات دوسود، دولومیت، پتاس، خاک‌های صنعتی، مس، سرب، روی، بوکسیت، منگنز، گوگرد، فسفات و… تشکیل می‌دهند
همچنین دارا بودن رتبه نخست در تولید نمک، سولفات سدیم و گچ، رتبه دوم تولید ذغالسنگ و همچنین رتبه سوم تولید کرومیت در کل کشور از ویژگی‌های این استان است.
دو نیروگاه قدس سمنان و نیروگاه شهید بسطامی شاهرود از منابع تولید انرژی این ناحیه است.

## رسانه‌ها و اطلاع‌رسانی
رسانه‌های جمعی
تعداد نشریات محلی استان سمنان بالغ بر ۱۹ عنوان است، نشریات ذیل نشریاتی هستند که تحت نظارت اداره کل فرهنگ و ارشاد اسلامی استان سمنان چاپ و منتشر می‌شوند:
1. روزنامه پیام
2. سمنان امروز
3. هفته‌نامه کویر
4. جوانه امروز (دو هفته نامه)
5. چفیه
6. چنته
7. نیزوا
8. شاهوار
9. پیام شاهرود
10. کندوی البرز
11. حبله رود گرمسار (ماهنامه)
12. پژوهستان (ماهنامه)
13. پیام کوچندگان (دو ماهنامه)
14. پرتو توزیع برق استان سمنان (ماهنامه)
15. فرهنگ قومس (فصلنامه)
16. کومش (فصلنامه)
17. فروغ هدایت (فصلنامه)
18. فروغ دانش (فصلنامه)
19. فصلنامه دانشکده علوم انسانی دانشگاه سمنان
20. خبرنامه بهداشتی مرکز بهداشت سمنان (ماهنامه)
21. نشریه جوانه (ماهنامه)
22. نشریه رسالت قلم سرخه
23. نشریه گلبانگ مساجد شهرستان سرخه
24. نشریه خبری شهرداری سرخه

## نگاره‌ها

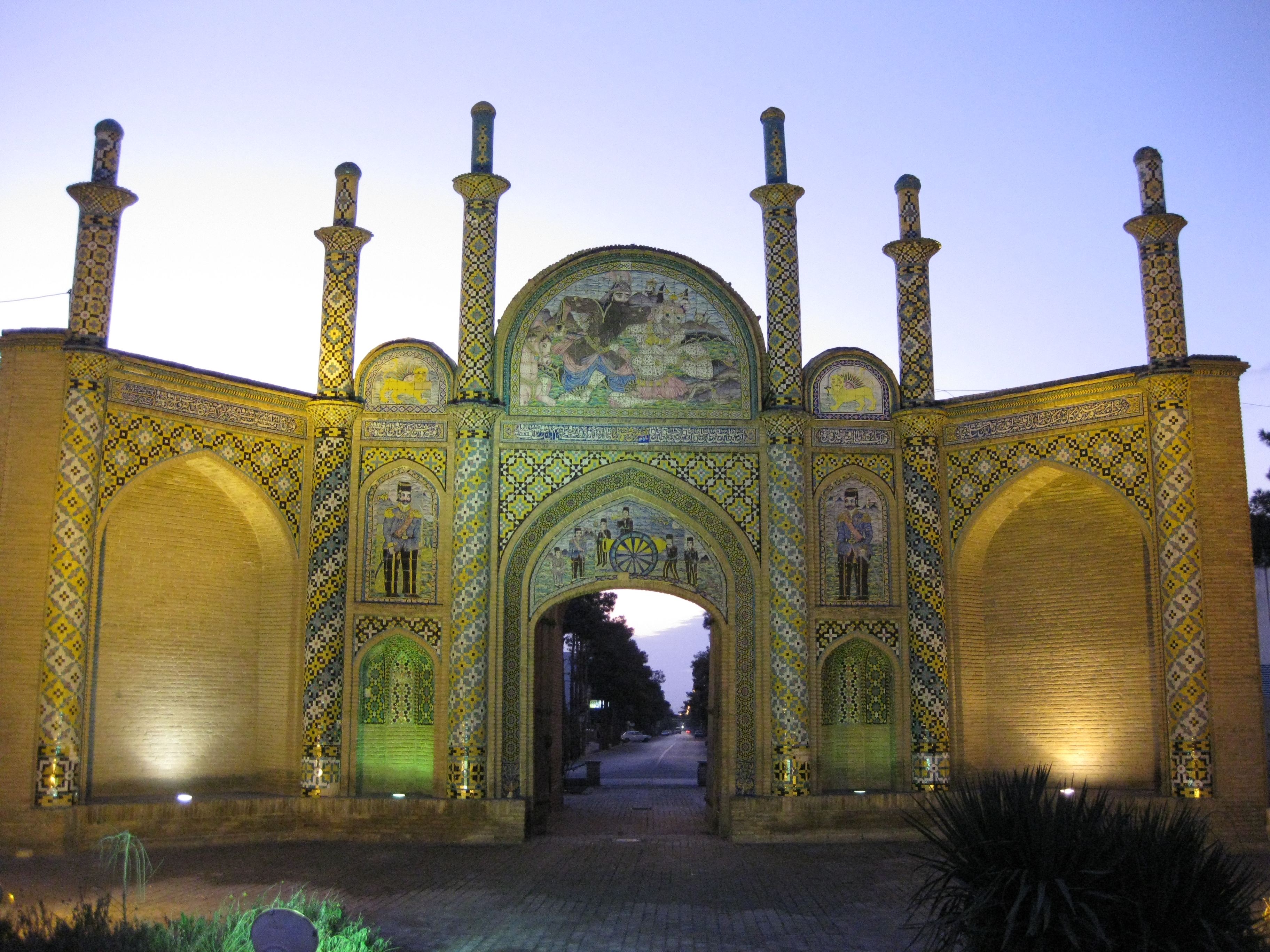
سمنان
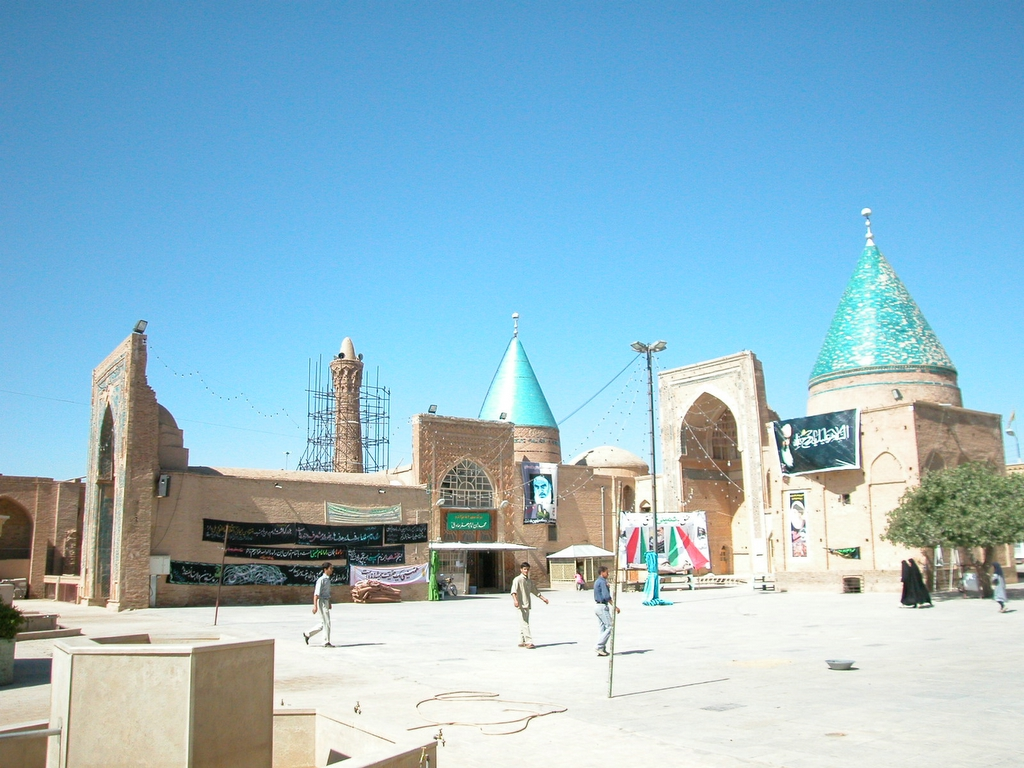
شاهرود
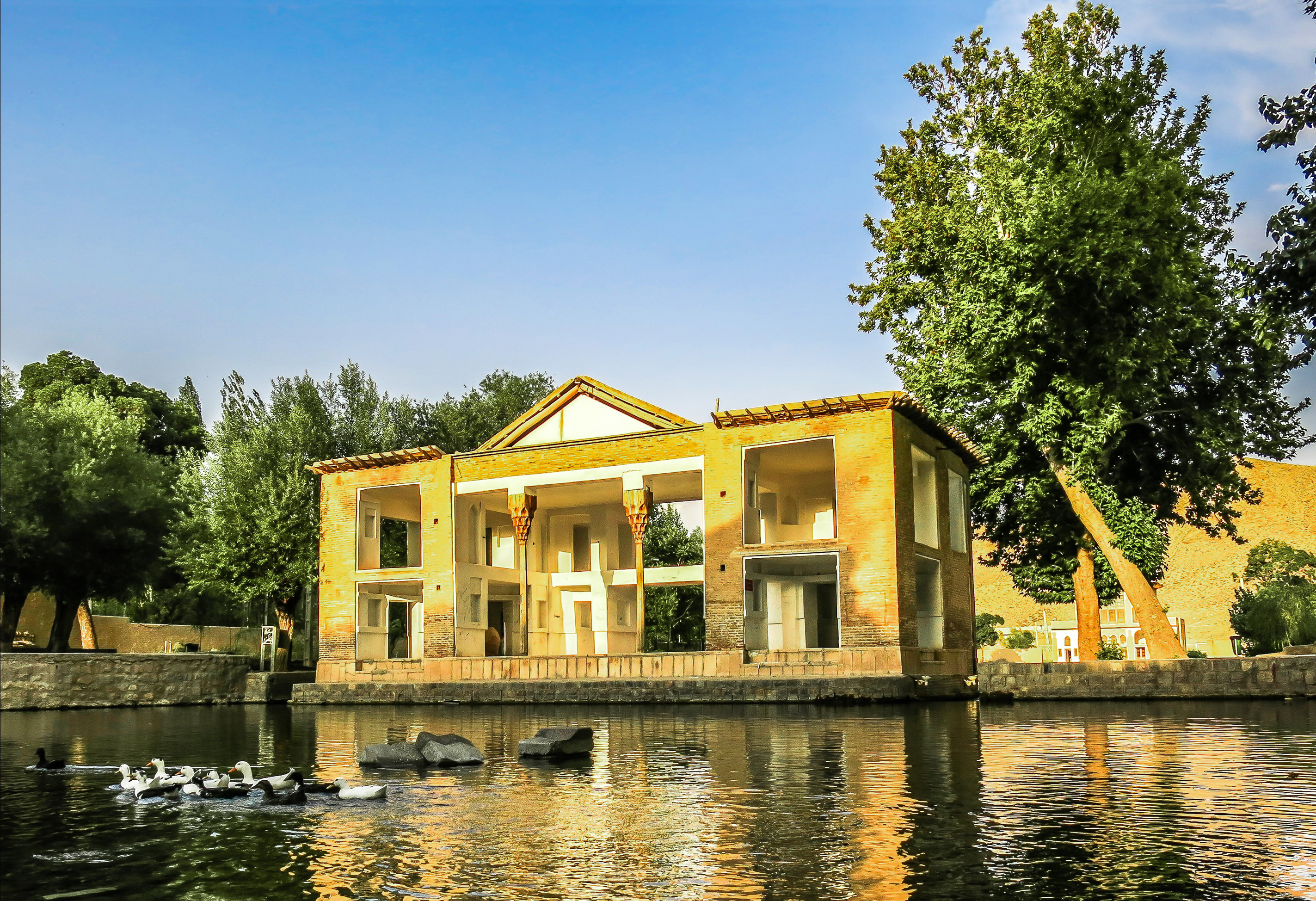
دامغان
غاردربند مهدی‌شهر
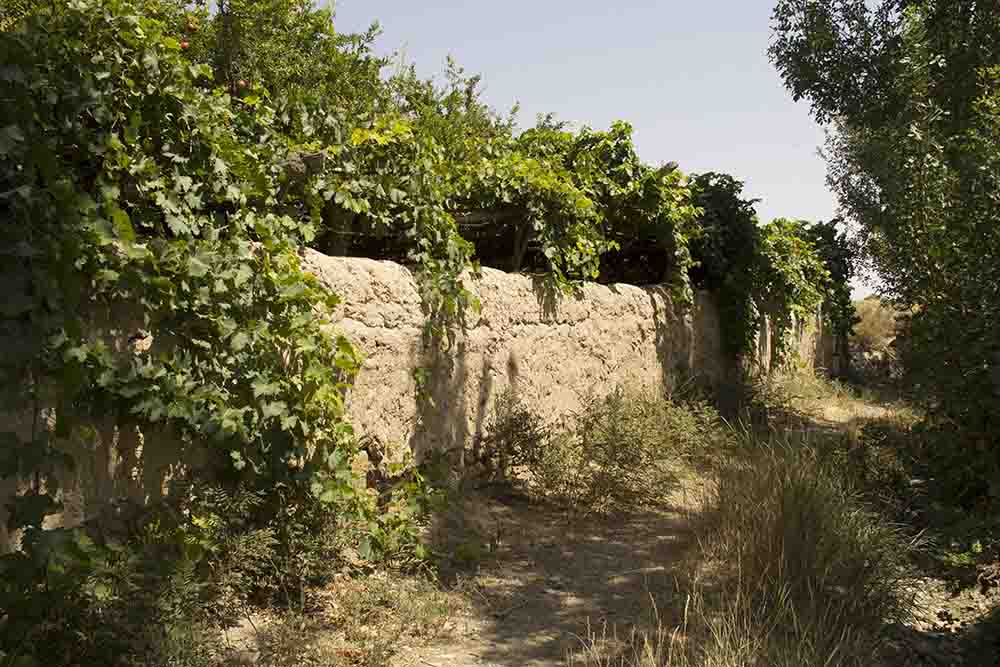
کوچه باغ‌های شهر سرخه